# Palanca de canvi

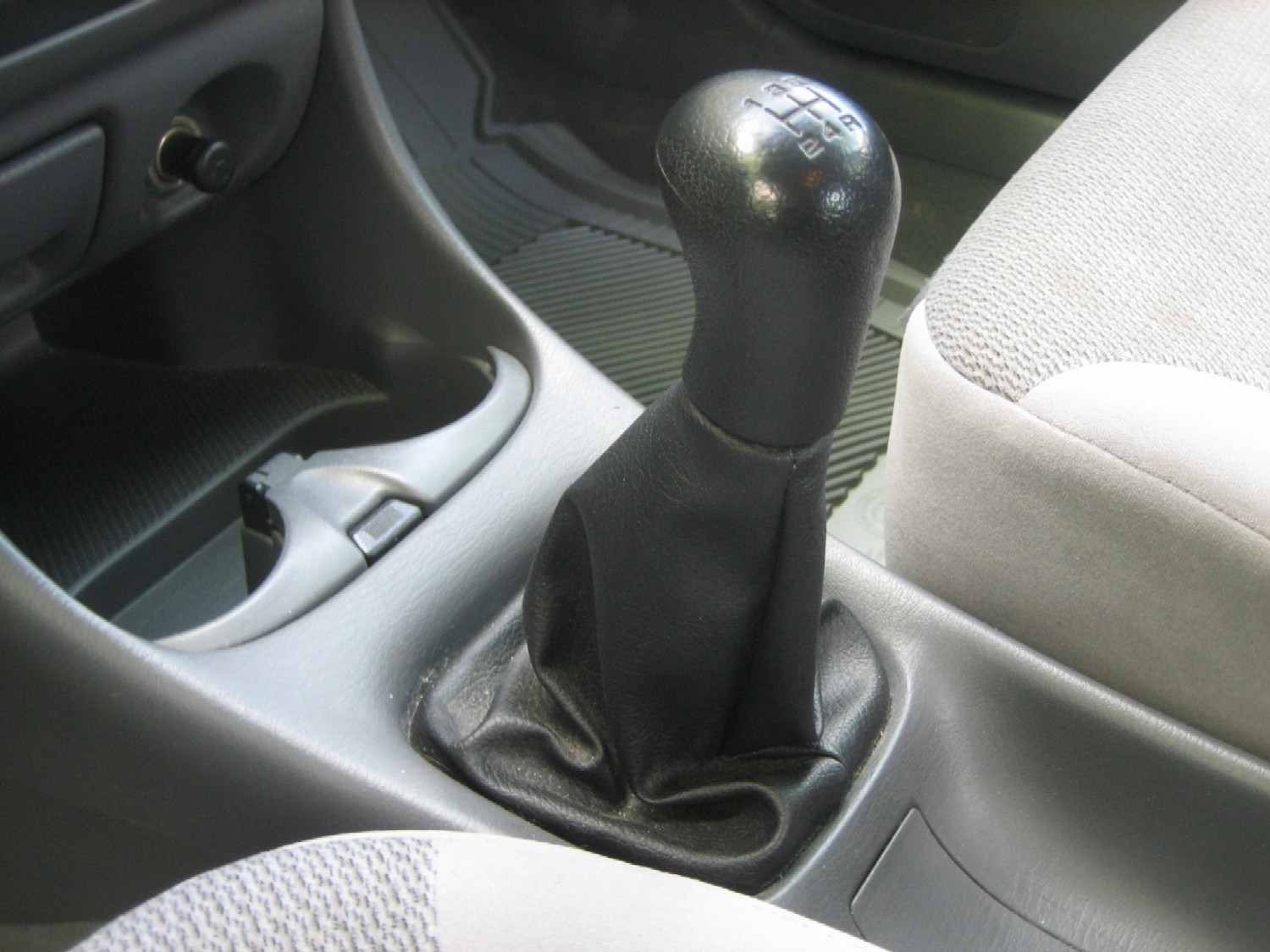
Palanca de canvis de 5 velocitats d'un automòbil de transmissió manual.

La palanca de canvi d'un vehicle automotor, és un element utilitzat per activar o desactivar les relacions corresponents de la caixa de canvis d'un Vehicle, com ara un automòbil, amb caixa de canvis manual o diversos tipus comuns de transmissió automàtica.
El dispositiu s'utilitza per canviar de marxa, en un vehicle de transmissió manual. Aquesta acció es fa normalment mentre es prem el pedal d'embragatge amb el peu esquerre per alliberar el motor de la transmissió i les rodes.
(Cal tenir en compte que els vehicles de transmissió automàtica, o bé manuals robotitzades, i aquells amb caixa de canvi contínuament variable, no requereixen un pedal d'embragatge)
En els vehicles de quatre rodes es col·loca en generalment al plafó de terra del vehicle, entre el conductor i l'acompanyant, algunes vegades a la columna de direcció.

## Pedal de canvi
En una motocicleta per norma general la palanca de canvis és un pedal a un costat de la caixa de canvis, a la part inferior del motor i està adaptat per ser operat amb el peu. Com a excepció alguns scooters duen el canvi a l'empunyadura esquerra del manillar.